# Not Without My Ghosts
Not Without My Ghosts è l'ottavo album in studio del gruppo musicale australiano The Amity Affliction, pubblicato nel 2023.

## Tracce
1. Show Me Your God – 3:37
2. It's Hell Down Here – 4:00
3. Fade Away – 3:45
4. Death and the Setting Sun (featuring Andrew Neufeld) – 4:07
5. I See Dead People (featuring Louie Knuxx) – 3:36
6. When It Rains It Pours (featuring Landon Tewers) – 4:01
7. The Big Sleep – 3:59
8. Close to Me – 3:56
9. God Voice – 3:34
10. Not Without My Ghosts (featuring Phem) – 3:30

## Formazione
- Joel Birch – voce
- Ahren Stringer – voce, basso
- Dan Brown – chitarra, cori
- Joe Longobardi – batteria, percussioni

## Classifiche
| Classifica (2023) | Posizione raggiunta |
| ----------------- | ------------------- |
| Australia         | 2                   |